# E009
|  | No s'ha de confondre amb E09. |

La ruta europea E009 és una carretera que forma part de la Xarxa de carreteres europees. Comença a Jirgatol (Tadjikistan) i finalitza a la frontera de la Xina. Té una longitud de 700 km. Té una orientació de nord a sud.